# Кинда (царство)
Кинда (араб. كندة‎) — раннесредневековое царство в центральной Аравии. Его столица Гамр находилась на расстоянии двух дней пути от Мекки.

## География
Территориально Киндское царство было самым обширным среди арабских государств своего времени. Оно охватывало земли от юга Аравийского полуострова, выходило к Персидскому заливу, включало в себя почти всю Центральную Аравию, часть Северной и достигало пределов Византийской империи. В него входили часть Неджда, северо-западная часть полуострова, включая побережья Красного моря, часть Синайского полуострова, Акабский залив, часть Палестины и Месопотамии.

## История

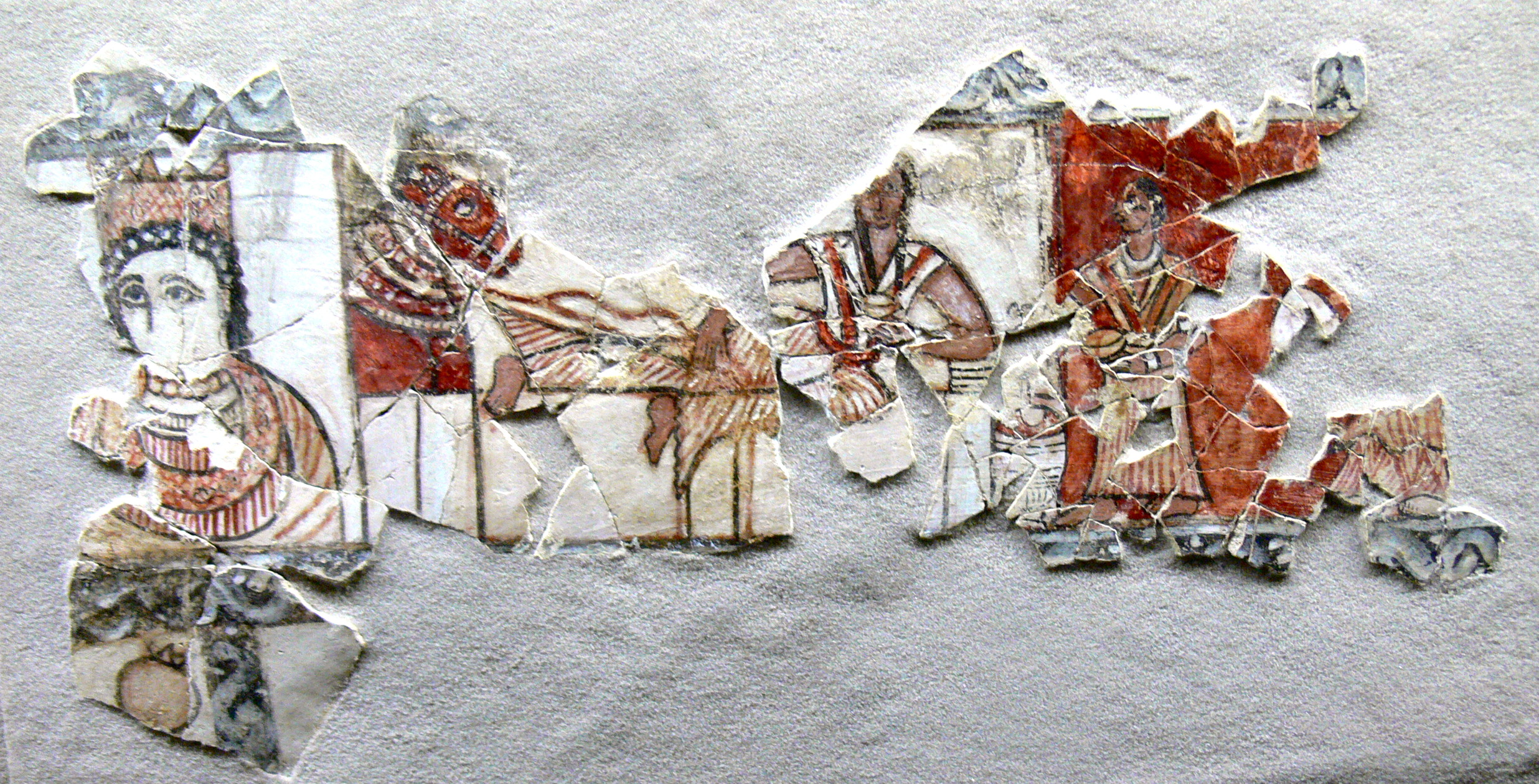
Сцена пира из царского дворца киндского периода

Первоначальное полукочевое киндитское царство сложилось у северных границ древнего Йемена с центром в городе Карйат-зат-Кахл (в вади эд-Давасир на пути между Наджраном и Йемамой). В середине II века «царём кинда (кидда) и кахтан» был Рабиа Зу Ал Саур, которому наследовал его сын Муавийа бен Рабиа. Известно о разграблении столицы киндитов Карйат-зат-Кахла сабейским царём Шаиром Аутаром (ок. 210—230). В середине III века «царь кинда и масхидж» Малик бен Бадд участвовал в неудачном набеге Имру-ль-Кайса бен Ауфа на Мариб, после которого киндиты и масхиджиты вынуждены были признать над собой власть Сабейского царства. Сохранились сведения о посещении в конце III века царём киндитов и масхиджитов Маликом бен Муавийей химьяритского царя Шамира Йухариша, подчинившего к тому времени своей власти Сабейское царство.
Часть этих племен в связи с неблагоприятной политической обстановкой, сложившейся в Южной Аравии, вынуждена была в IV веке переселиться в центральную Аравию, где они возглавили союз племен, в который кроме них вошли Ва’иль, Бакр и Таглиб. Первым царем Кинды в Центральной Аравии стал Xуджр по прозвищу Акил аль-Мурар («Поедатель горьких трав»). При внуке Худжра аль-Харисе ибн Амре киндиты двинулись в области Ирака, Палестины, Финикии и Сирии. Первоначально арабские племена занимались разбойничьими набегами, но потом византийцы щедрыми подарками превратили их в своих вассалов для борьбы с возрастающей мощью Лахмидов, которым покровительствовал Сасанидский Иран. Утвердив своё господство над арабскими племенами у границ Византии, киндиты решили получить официальное признание Византии в качестве союзника и добиться для своего царя статуса филарха арабов. Для этой цели они послали к императору Льву I христианского епископа. Византийский император благосклонно отнесся к домогательствам Имруулкайса — пригласил царя Кинды к себе в Константинополь и удовлетворил все его требования: отдал Иотабу, признал главой — филархом всех племен, «каких он желал», предоставил ему одно из самых почетных мест в сенате империи, одарил деньгами и приказал членам сената также сделать ему подарки. Византийский император учитывал значение бедуинской периферии, военную мощь арабских племен и решил вести мирную политику в отношении филарха. В то же время он рассчитывал на ответные услуги Имруулкайса. В конце V века Иотаба была отвоевана Византией в жестоких боях, и все доходы с торговли пошли в императорскую казну. В свою очередь киндитские племена нападали на пределы империи.
В начале VI века между Византией и киндитами был заключен мир, что дало возможность этим последним совершить поход против Лахмидов. В 502 году царь киндитов аль-Харис ибн Амр захватил Хиру — столицу Лахмидов, но вскоре, получив помощь от персидского шаха, Лахмиды изгнали Киндидов из своей столицы. В 528 году царь Лахмидов аль-Мунзир III перешел в наступление и, вернув Хиру, нанес киндитам сокрушительное поражение. В 529 году византийцы потеряли веру в успех киндитов и сделали ставку на Гассанидов. В период между 540 и 547 годами царство киндитов было окончательно уничтожено Лахмидами. Киндиты покинули Внутреннюю Аравию и переселились в Хадрамаут на юг, где оставалась часть их соплеменников; там они образовали новое государство. По данным арабских источников, из Центральной Аравии и из восточных областей переселилось более 30 тыс. киндитов. Однако они продолжали участвовать в политической жизни Ближнего Востока, в военных походах химьяритов выступали в качестве их союзников.
Киндское государственное объединение представляло военную демократическую организацию, которая объединяла значительные группы оседлых, полукочевых и кочевых арабов, однако внутренние связи были непрочными. Общество в царстве Кинда находилось на грани перехода от доклассовых к классовым отношениям. Опорные пункты киндитов находились в стабилизировавшихся стоянках, которые можно называть городами. Киндитское царство поддерживалось Византией и Химьяром, объединяло огромные пространства и многочисленные племена; тем не менее, оно быстро распалось.